# Grivska
Grivska (em cirílico: Гривска) é uma vila da Sérvia localizada no município de Arilje, pertencente ao distrito de Zlatibor, na região de Stari Vlah. A sua população era de 283 habitantes segundo o censo de 2011.

## Demografia
| 1948 | 1953 | 1961 | 1971 | 1981 | 1991 | 2002 | 2011 |
| ---- | ---- | ---- | ---- | ---- | ---- | ---- | ---- |
| 959  | 924  | 820  | 681  | 573  | 454  | 357  | 283  |